# Torneo de las Cuatro Naciones 1895
El Torneo de las Cuatro Naciones de 1895 (Home Nations Championship 1895) fue la 13° edición del principal Torneo del hemisferio norte de rugby.
El campeonato fue ganado por la selección de Escocia.

## Clasificación
| Lugar | Selección  | Partidos | Partidos | Partidos  | Partidos | Puntos  | Puntos    | Puntos | Tabla de puntos |
| Lugar | Selección  | Jugados  | Ganados  | Empatados | Perdidos | A favor | En contra | dif.   | Tabla de puntos |
| ----- | ---------- | -------- | -------- | --------- | -------- | ------- | --------- | ------ | --------------- |
| 1     | Escocia    | 3        | 3        | 0         | 0        | 17      | 7         | +10    | 6               |
| 2     | Inglaterra | 3        | 2        | 0         | 1        | 23      | 15        | +13    | 4               |
| 3     | Gales      | 3        | 1        | 0         | 2        | 15      | 22        | -7     | 2               |
| 4     | Irlanda    | 3        | 0        | 0         | 3        | 6       | 17        | -11    | 0               |

## Resultados
| 5 de enero | Gales | 6 - 14 | Inglaterra | Swansea, |  |

| 26 de enero | Escocia | 5 - 4 | Gales | Edimburgo, |  |

| 2 de febrero | Irlanda | 3 - 6 | Inglaterra | Dublín, |  |

| 2 de marzo | Escocia | 6 - 0 | Irlanda | Edimburgo, |  |

| 9 de marzo | Inglaterra | 3 - 6 | Escocia | Richmond, |  |

| 16 de marzo | Gales | 5 - 3 | Irlanda | Cardiff, |  |

## Premios especiales
- Triple Corona:  Escocia
- Copa Calcuta:  Escocia